# Zisterzienserinnenabtei Ter Hagen
Die Zisterzienserinnenabtei Ter Hagen (auch: Ter Hage oder Tenhagen/Ten Hagen) war von 1230 bis 1796 ein Kloster der Zisterzienserinnen, zuerst in Axel, Terneuzen, Provinz Zeeland, Niederlande, von 1268 bis 1278 in Merelbeke, südlich Gent, und ab 1589 in Gent, Provinz Ostflandern, Belgien.

## Geschichte
Um 1230 entstand in Zuiddorpe bei Axel, heute Ortsteil von Terneuzen, das Nonnenkloster Domus Gaudii (auch: Maria Vreugde, "Maria Freude"), das auf Drängen der Schwestern Johanna und Margarete II. von Konstantinopel zisterziensisch wurde. Wegen Überschwemmungen versuchten die Nonnen zwischen 1268 und 1278 in Merelbeke Fuß zu fassen, kehrten aber schließlich nach Axel zurück. Ab 1566 hatte das Kloster unter den Bilderstürmern zu leiden und wurde 1586 endgültig nach Gent vertrieben, wo es ab 1606 in der Molenaarsstraat beheimatet war. 1796 kam es zur Auflösung durch die Französische Revolution. In den verbleibenden Gebäuden leben heute die Zusters van Liefde / Sisters of Charity of Our Lady Mother of Mercy, das weibliche Gegenstück zu den ebenfalls von Johannes Zwijsen gegründeten Fraters van Tilburg.